# Exégèse biblique au XIXe siècle

L'exégèse biblique au XIXe siècle est marquée par une évolution dans le monde protestant puis, dans une moindre mesure, parmi les catholiques. Par un choc en retour, ses découvertes se heurtent  à la résurgence du fondamentalisme chez les premiers, et, chez les seconds, à la crise moderniste.

## L'exégèse allemande
Les exégètes protestants, plus libres que leurs homologues catholiques, ont appliqué aux Écritures les méthodes élaborées par Leopold von Ranke d'autant que le moyen de salut décrit par l'ablatif Sola scriptura suggère d'en avoir une connaissance objective.
Dans ses conférences, Friedrich Schleiermacher avait montré l'importance du symbolique pour la compréhension des relations entre les hommes et le monde, entre les hommes et le divin. Selon lui, l'abandon de la doctrine de l'inspiration littérale était sans conséquence pour la foi. Il en concluait que le texte biblique pouvait être étudié comme n'importe quel texte et même que cette étude était la condition de l'expérience de la foi.
La théorie documentaire mise à jour par Julius Wellhausen conteste la rédaction du Pentateuque par Moïse et en fait la compilation de traditions théologiques antérieures et différentes.
Le travail de Ferdinand Christian Baur concerne les origines du christianisme articulé en deux thèmes de recherche :
- la quête du Jésus historique ;
- le problème synoptique.

La recherche sur ces deux points lui semblent un préalable indispensable avant toute élaboration doctrinale.
David Strauss lui emboîte le pas ; il applique le concept de mythe au Nouveau Testament. En recherchant les contextes de composition des évangiles, il considère que le messianisme juif a produit Jésus de Nazareth et projeté sur lui nombre de ses attentes. De ce fait, les évangiles ne nous fournissent d'éléments historiques qu'altérés par les préoccupations de ce courant théologique. Il en conclut que la doctrine de l'Incarnation ne peut se trouver dans les évangiles : elle tient à l'expérience de la foi. Sa Vie de Jésus, publiée en 1835 fait scandale en Allemagne même.
En 1838, Edgar Quinet dans la Revue des Deux Mondes produit une recension de l'ouvrage dans laquelle il dénonce les barbares […] près d'investir la Rome sacerdotale et en appelle au pape pour repousser cette nuée de destructeurs jusque dans le désert moral où ils font leur œuvre. On retrouvera des échos de ce style dans l'encyclique Pascendi.
En 1839, Émile Littré donnera la traduction française de l'ouvrage de Strauss et elle sera plusieurs fois rééditée.
Pour le contexte politique, Voir l'article spécialisé : Crise moderniste.
Ces recherches ne sont pas sans influence sur la formation des clercs.

## Les hautes études ecclésiastiques

### En France
Depuis le Concordat, le catholicisme se pose la question de la formation des prêtres et, par ricochet, des hautes études ecclésiastiques. En 1806, le cardinal Fesch, archevêque de Lyon, la lève en premier lieu en proposant la création d'une école de perfectionnement et d'application du clergé qui serait centrale et unique. Il se heurte au directeur des cultes, Portalis, qui préfère des séminaires métropolitains sélectionnant les sujets les plus doués.

#### L'université impériale et privée
En 1806, l'université impériale intègre six facultés de théologie : (Paris, Toulouse, Bordeaux, Rouen, Aix-en-Provence, Lyon). La papauté leur refuse la reconnaissance canonique du fait que l'enseignement est contrôlé par l'État.
Postérité : La faculté de théologie catholique de Strasbourg, intégrée dans l'université de sciences humaines Marc Bloch est toujours dépourvue de reconnaissance canonique de ses diplômes pour la même raison.[réf. souhaitée] L'avantage au revers de ce désavantage consiste en ce qu'elle reçoit tous les doctorants qui craignent de voir leur thèse refusée par les Instituts catholiques privés qui, eux, sont universités pontificales depuis leur fondation en 1875.
L'actuelle faculté de théologie catholique de Strasbourg se considère comme l'héritière de l'école des hautes études théologiques fondée quelque temps auparavant, sous la Restauration par Jean-François-Marie Le Pappe de Trévern, évêque de Strasbourg de 1826 à 1842. À l'origine tournée vers le gallicanisme et la méthode scolastique, elle évolue vers l'ultramontanisme.
Une initiative similaire mais éphémère est lancée à Besançon, durant l'épiscopat (1829-1833) de Louis-François de  Rohan-Chabot à l'initiative de Lamennais, alors ultramontains. Le noviciat de Malestroit reçoit 54 étudiants de 1828 à 1834.
L'État veut rénover les facultés de théologie que peu d'étudiants fréquentent tandis que Denys Affre, l'archevêque de Paris, développe son initiative privée indépendante de l'université de 1845 à 1852. Napoléon III, jouant sur les deux tableaux tandis que Victor Cousin sonde le Vatican pour la reconnaissance canonique des facultés d'État, la soutient discrètement. Des évêques se voient gratifiés du droit de conférer baccalauréat et licence dans le séminaires (Orléans : 1855, Nancy : 1864). Des cours supérieurs sont confiés aux Carmes (l'école des Carmes qui forme des enseignants pour le secondaire confessionnel), aux jésuites de Paris en 1882, à Nancy (1860), à Lyon (Collège des Chartreux, des prêtres de Saint-Irénée).
Avec ou sans reconnaissance canonique, la faculté de théologie catholique de La Sorbonne connaît un succès grandissant sous l'impulsion de son doyen, Henri Maret, et d'enseignants de premier plan comme Guillaume Meignan, Charles-Émile Freppel et Charles Martial Lavigerie. Le Vatican tâche de contrecarrer son influence en essayant d'attirer l'élite au Séminaire français de Rome, confié aux spiritains.
Toutefois, jusqu'à la fondation des instituts catholiques, la meilleure formation en théologie catholique est donnée au séminaire de ces Messieurs de Saint-Sulpice (voir plus bas).

#### Les Instituts catholiques
Les Instituts catholiques, ainsi nommés parce que le titre d'université est réservé à l'université impériale, sont créés à Lille, Paris, Angers, Lyon et Toulouse, sont nés à l'initiative des catholiques libéraux dans le climat de l'Ordre moral.

#### Le séminaire Saint-Sulpice

##### Situation de la formation théologique
Les difficultés que connaît la mise en place de ces formations révèlent la tension vécue par l'Église catholique entre la logique du refus et la logique de la transaction avec une modernité conçue comme une menace.
Aux obstacles conjoncturels s'ajoutent :
- la tentation de l'anti-intellectualisme né du refus des Lumières ;
- la peur de la science source d'orgueil et de danger pour la foi ;
- la méfiance envers l'enseignement d'État après la rupture du Concordat.

Ce dissensus explose avec la crise moderniste dans laquelle chavire la science catholique (expression d'époque).

#### En laïcité
- l'école pratique des Hautes études et sa 6e section (Albert Réville).

#### Sur initiative française
- L'École biblique et archéologique française de Jérusalem

### Aux États-Unis
- Divinity Schools ;
- Yale ;
- Chicago ;
- Union Theological Seminary (formation des rabbins du mouvement massorti ou conservative qui se fonde à cette époque). S'ils considèrent la Bible et le Talmud plus fondamentalement que les Juifs réformés, ils n'en croient pas moins que ces œuvres se sont construites en fonction des époques qu'elles ont traversées, et n'ont donc pas le caractère de validité immuable — jusqu'à l'arrivée du Messie — que leur confèrent les Juifs orthodoxes. Les Juifs conservative étudient donc avec le même sérieux les enseignements traditionnels rabbiniques que les hypothèses académiques critiques sur la Bible).